# Catherine Pierreová
Catherine Pierre, (* 7. září 1957, Francie) je bývalá reprezentantka Francie v judu.

## Sportovní kariéra
Patřila k průkopnicim ženského juda ve Francii a jednou z prvních osobností. Po skončení kariéry pracovala jako trenérka.

## Výsledky

### Váhové kategorie
| Turnaj             | 1975           | 1976           | 1977           | 1978           | 1979           | 1980           |
| Turnaj             | 18             | 19             | 20             | 21             | 22             | 23             |
| Turnaj             | polotěžká váha | polotěžká váha | polotěžká váha | polotěžká váha | polotěžká váha | polotěžká váha |
| ------------------ | -------------- | -------------- | -------------- | -------------- | -------------- | -------------- |
| Mistrovství světa  |                |                |                |                |                | 3.             |
| Mistrovství Evropy | 1.             | 1.             | 1.             | 2.             | —              | 1.             |

### Bez rozdílu vah
| Turnaj             | 1975 | 1976 | 1977 | 1978 | 1979 | 1980 |
| Turnaj             | 18   | 19   | 20   | 21   | 22   | 23   |
| ------------------ | ---- | ---- | ---- | ---- | ---- | ---- |
| Mistrovství Evropy | 1.   | 3.   | 3.   | —    | 2.   | —    |